# アルヴィン・ジョーンズ
アルビン・ジョーンズ（Alvin Jones）ことアルヴィン・ロベール・ラマール・ジョーンズ3世（Alvin Robert Lamar Jones III、1978年9月9日 - ）は、ルクセンブルクのプロバスケットボール選手。首都ルクセンブルク市出身。ポジションはセンター。211cm、120kg。

## 家族・生い立ち
父親はルクセンブルクでプロバスケットボール選手だった。